# Serra del Soler
La Serra del Soler és una serra situada entre els municipis d'Aguilar de Segarra i Castellfollit del Boix, a la comarca del Bages i Rubió, a la comarca de l'Anoia, amb una elevació màxima de 422 metres.